# طلا: ترانه‌های پرطرفدار برتر
طلا: ترانه‌های پرطرفدار برتر (انگلیسی: Oro: Grandes Éxitos) یک آلبوم گردآوری‌شده به زبان اسپانیایی از ابرگروه سوئدی موسیقی پاپ آبا است که نخستین بار در ۱۹۹۲ در ایالات متحده آمریکا منتشر شد. این آلبوم در آرژانتین موفق به دریافت گواهینامهٔ طلا شد.

## فهرست ترانه‌ها
تمامی ترانه‌ها توسط بنی آندِشون و بیورن اولویوس نوشته‌شده، مگر آنهایی که نام دیگری برایشان ذکر شده‌است.
1. «فرناندو» (نسخهٔ اسپانیایی) (نوشته‌شده توسط: بنی آندِشون، استیگ آندشون، بیورن اولویوس) – ۴:۱۷
2. «چیکیتیتا» (نسخهٔ اسپانیایی) – ۵:۳۰
3. «ممنون بابت موسیقی» («به‌خاطر موسیقی سپاسگزارم») – ۳:۴۹
4. «رئینا دل بایله» («ملکه رقصان») (نوشته‌شده توسط: بنی آندِشون، استیگ آندشون، بیورن اولویوس) – ۴:۰۲
5. «حین حرکت» («حرکت کن») (نوشته‌شده توسط: بنی آندِشون، استیگ آندشون، بیورن اولویوس) – ۴:۴۴
6. «¡بهم بده! ¡بهم بده! ¡بهم بده!» («بده! بده! بده! (مردی را پس از نیمه‌شب)») – ۴:۵۱
7. «خواب می‌بینم [که]» («رؤیایی دارم») – ۴:۳۸
8. «ماما میا (ترانه)» (نسخهٔ اسپانیایی) (نوشته‌شده توسط: بنی آندِشون، استیگ آندشون، بیورن اولویوس) – ۳:۳۴
9. «خدا نگهدار» (نسخهٔ اسپانیایی) (نوشته‌شده توسط: بنی آندِشون، استیگ آندشون، بیورن اولویوس) – ۳:۰۹
10. «شناخت من، شناخت تو» («شناختن خودم، شناختن تو») (نوشته‌شده توسط: بنی آندِشون، استیگ آندشون، بیورن اولویوس) – ۴:۰۴

### ترانه‌های اضافی نسخهٔ بازنشرشده در سال ۱۹۹۹
1. «عید مبارک» («سال نو مبارک (ترانه)») – ۴:۲۴
2. «آندانته، آندانته» (نسخهٔ اسپانیایی) – ۴:۳۹
3. «داره ازم فرار میکنه» («از کف می‌دهم») – ۳:۵۲
4. «کسی مقصر نیست» («وقتی همه تلاشمان را کردیم») – ۳:۱۳
5. «رینگ رینگ» (نسخهٔ اسپانیایی) (نوشته‌شده توسط: بنی آندِشون، استیگ آندشون، بیورن اولویوس) – ۳:۰۰

## جداول هفتگی
| جدول (۱۹۹۳)                                | بالاترین رتبه |
| ------------------------------------------ | ------------- |
| آلبوم‌های لاتین برتر ایالات متحده (بیلبورد) | ۳۷            |
| آلبوم‌های پاپ لاتین ایالات متحده (بیلبورد)  | ۱۵            |

## گواهینامه‌ها و فروش
| منطقه                             | گواهی | واحد گواهی‌شده/فروش |
| --------------------------------- | ----- | ------------------ |
| آرژانتین (سی‌ای‌پی‌آی‌اف)             | طلا   | ۳۰٬۰۰۰^            |
| ^ رقم توزیع تنها بر پایهٔ گواهی‌ها. |       |                    |